# Michael Trotobas
Michael Trotobas, né le 30 mai 1914 à Brighton, dans le Sussex de l'Est, et mort le 27 novembre 1943  à Lille dans le Nord, était un agent britannique du Special Operations Executive durant la Seconde Guerre mondiale. Chef du réseau Sylvestre Farmer WO, basé à Lille, il organisa un grand nombre de sabotages industriels et ferroviaires au détriment des Allemands.

## Biographie

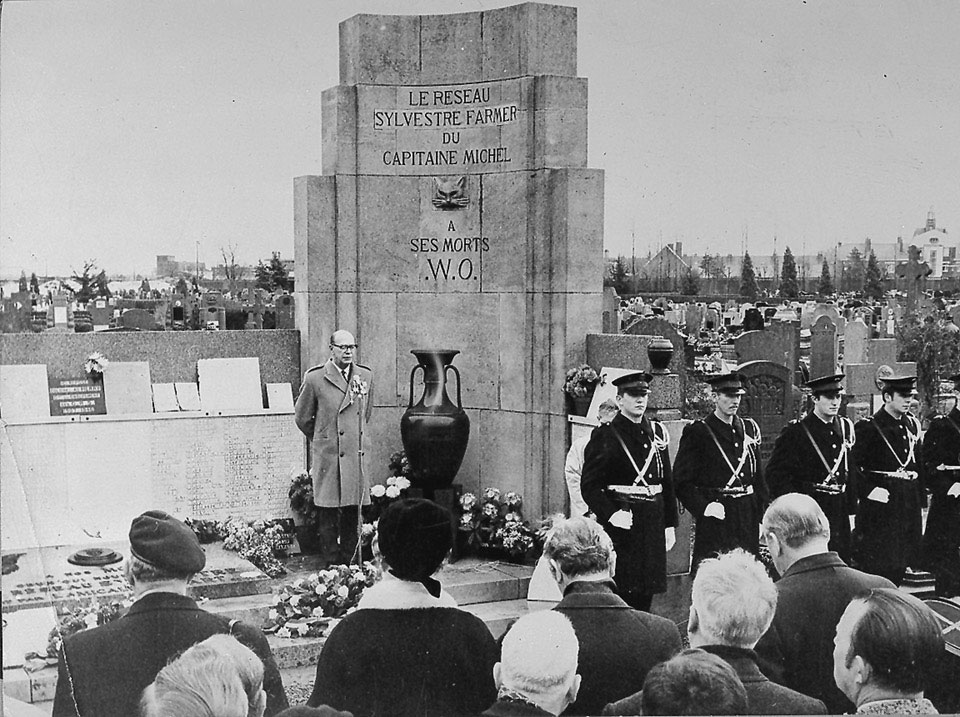
Monument aux morts du réseau Sylvestre Farmer WO.

Michael Trotobas est le fils de Henri Noël Trotobas (1893), employé d'hôtel, originaire de Cuers et d'Agnes Whelan (1893,1923), originaire d'Irlande. À la naissance de Michael, son père blessé, est fait prisonnier à Rossignol en Belgique le 23 août 1914 puis interné dans le camp de prisonniers Gef Lager, à Erfurt en Allemagne. Michael ne le verra qu’à la fin de la guerre. La mère de Michael Trotobas décède en 1923 de la tuberculose.
Michael Trotobas est élève dans un établissement catholique à Dublin. En 1926, sa famille vient en France, d’abord à La Seyne-sur-Mer (Var). Il va alors l’école à Toulon. Il retourne en Angleterre en 1930 et en 1933, il s’engage dans l’armée. Il est affecté au Régiment de Middlesex à Mill Hill Londres. Il est promu sergent en 1937. En 1939, il fait partie du corps expéditionnaire britannique, à la 3e division commandée par le général Montgomery. Grâce à sa parfaite connaissance du français, il repère des agents allemands infiltrés dans la population, à Lille et à Gondecourt.
Le 10 mai 1940, il entre en Belgique. Repassant la frontière, il reçoit la mission de tenir ferme entre Wattrelos et Estaimpuis. Il brise l’assaut allemand et contre-attaque au pas de charge. Une vingtaine de ses hommes sont tués. le 26 mai suivant, c'est le début du rapatriement du corps expéditionnaire britannique. Trotobas est blessé à la tête au moment d’embarquer dans l’un des derniers bateaux.
Le 10 janvier 1941, il est promu sous-lieutenant. Il rejoint le SOE, section F (française) et suit l’entraînement correspondant. Il est promu capitaine. Le 14 juillet, En chantant la Marseillaise, des habitants de Wattrelos défilent devant les tombes, surmontées de l’Union Jack, des soldats britanniques morts en mai 1940. Sa première mission en France et l'évaluation des possibilités d’organiser des réseaux subversifs. Le 6 septembre, avec cinq autres agents (Benjamin Cowburn, Victor Gerson, George Langelaan, Jean du Puy, André Bloch), il est parachuté d’un bombardier Whitley à Tendu, au nord d’Argenton-sur-Creuse (Indre) et réceptionné par Georges Bégué, assisté de Max Hymans (ancien député de l'Indre) et d'Auguste Chantraine, maire de Tendu et propriétaire du terrain. Le 27 octobre, il est arrêté et emprisonné à Limoges, puis à la prison de Périgueux, où il se lie d'amitié avec Pierre Séailles.
En mars 1942, il est transféré au camp d'internement de Mauzac, en Dordogne et en juillet, il s'évade de Mauzac le 16 juillet 1942, avec dix camarades (voir l'article évasion de Mauzac). En août, il participe en zone sud (pas encore envahie) à un parachutage d’armes et franchit les Pyrénées, et rentre à Londres, via Lisbonne. Il suggère au SOE d’organiser un réseau dans la région de Lille, ce que le SOE accepte. Il demande à repartir en France.
Sa deuxième mission en France est l'organisation d'un réseau action dans le nord de la France. En novembre, dans la nuit du 17 au 18, en compagnie de son opérateur radio Arthur Staggs et du chef du réseau MUSICIAN, le Canadien Gustave Biéler, il est parachuté d’un bombardier près de Beaune-la-Rolande (entre Pithiviers et Montargis, dans le Loiret). Il vient constituer le réseau FARMER dans la région de Lille. Le matin du 18, ils prennent le train pour Paris à la gare d'Auxy-Juranville. Arrivés à Paris, ils confient Gustave Biéler, qui s'est blessé à l'atterrissage, à Marie-Louise Monnet et sa fille, 38 avenue de Suffren, à l'étage en dessous de celui des sœurs Germaine et Madeleine Tambour du réseau Prosper.
Michael Trotobas est hébergé quelque temps dans la famille de Pierre Séailles, à Paris. Il confie à sa sœur, Simone Séailles, la tâche d'assurer les liaisons avec Gustave Biéler « Guy ». À Lille, Trotobas ne retrouve pas l'amie sur laquelle il comptait. Il ne connaît personne d'autre, il n'a pas d'argent, il n'a pas de point de chute. Dans un café, il rencontre Denise Gilman, qui deviendra sa compagne et collaboratrice directe. Dans un autre café, il rencontre un représentant en livres, Emmanuel Lemercier, à qui il se confie et qui lui propose de l'héberger et de l'aider. C'est le premier agent du réseau Sylvestre-FARMER, dont l'état-major comprend Georges Bayart, ancien combattant de la première guerre mondiale et diffuseur de La Voix du Nord clandestine, et Pierre Séailles. Le recrutement se poursuivra rapidement dans tout le Nord-Pas-de-Calais jusqu'à atteindre, en juin 1943, 800 membres, où les cheminots sont en nombre, répartis entre de nombreux groupes dans tous les départements du nord (Nord, Pas-de-Calais, Somme, Aisne). En décembre 1942, arrestation d'Arthur Staggs, son opérateur radio. La communication est donc interrompue. Mais les Allemands ne découvrent pas qui il est, et le relâchent : il doit disparaître. Trotobas est alors conduit à utiliser les moyens radio du réseau HERCULE pour prendre contact avec Londres. Trotobas exige de tous qu'ils prononcent un serment.
En février 1943, premier déraillement réussi. Quarante wagons sont sévèrement endommagés et la ligne Lens-Béthune est interrompue pendant deux jours. Le 11 avril, premier parachutage d’armes à Aubry-du-Hainaut et le 13 mai, deuxième parachutage d’armes. Les actions se développent alors sur un rythme intensif : les actions principales du réseau sont des sabotages d'usines, des déraillements de trains. Mais il y a aussi les renseignements transmis à Londres, pour orienter les bombardements et éviter les pertes civiles inutiles, ainsi que l'aide à l'évasion des agents en danger. En Juin, Trotobas vient à Paris pour prendre contact avec le réseau Prosper-PHYSICIAN. C'est à ce moment-là que ses dirigeants, Francis Suttill, Andrée Borrel et Gilbert Norman, sont arrêtés ; et il manque lui-même de l'être. Le 26 juin, dans la nuit du 26 au 27, conduisant un groupe d'agents déguisés en gendarmes, il se rend aux ateliers de construction de la SNCF à la Compagnie de Fives-Lille dans le quartier lillois de Fives. Un ingénieur de l'usine Jean Chieux, chef du groupe de Steenwerck, a fourni les plans. En deux heures, ils réussissent à placer les charges, détruisant 22 transformateurs et neutralisant l'usine pendant deux mois. À son rapport à Londres « Opération exécutée », Trotobas obtint pour réponse : « Bien joué Stop Prière envoyer photos ». Il retourne donc sur place, se fait passer pour un cadre de la SNCF et prend les photos exigées (en se faisant aider par des Allemands), et les fait parvenir à Londres en les accompagnant d'un simple mot : « Avec les salutations de la Résistance ». Trotobas et ses compagnons avaient fait ce que la RAF n'avait pas encore réussi  : neutraliser ce site industriel, le deuxième par ordre d'importance dans sa catégorie en France, qui produit des locomotives utilisées par l'Allemagne. En été 1943, multiplication des arrestations, il change souvent d’adresse. En octobre, le réseau provoque quatre déraillements en cinq jours et en novembre, plusieurs usines de Lille sont sabotées.
Le 26 novembre, dans la nuit du 26 au 27, les Allemands arrêtent une équipe de parachutage en action dont son adjoint britannique, le lieutenant François William Michael Reeve, nom de code Olivier. Le 27 novembre, sur dénonciation de son adjoint Olivier (Il aurait dénoncé Trotobas sous la torture en moins de deux heures), les Allemands cernent la maison du 20 boulevard de Belfort. Dès qu'ils frappent à la porte, Trotobas comprend ce qui se passe et tire à travers la porte, tuant le chef de l'équipe et blessant grièvement son adjoint. Il tente une sortie, mais est abattu d’une rafale de mitraillette, ainsi que sa compagne, Denise Gilman. Le réseau, malgré les pertes importantes, poursuit ses activités, dirigé par Pierre Séailles.

## Distinctions
- Royaume-Uni : Mentioned in Despatches
- France : Médaille de la Résistance

## Reconnaissances
- Devenu une figure légendaire de la Résistance dans la région du Nord-Pas de Calais, "Michel" repose avec quelques-uns de ses compagnons dans le monument érigé à la mémoire des morts du réseau au Cimetière de Lille-Sud, section 92A.
- En tant que l'un des 104 agents de la section F du SOE morts pour la France, Michael Trotobas est honoré au Mémorial de Valençay (Indre).
- Tendu (Indre) : une stèle commémore le parachutage clandestin du 6 septembre 1941. Lieu-dit Les Cerisiers.
- En 2018, une plaque bleue honorant sa mémoire a été dévoilée sur le site de sa naissance à Brighton.